# Альбенга
Альбенга, Альбенґа (італ. Albenga, ліг. Arbenga) — муніципалітет в Італії, у регіоні Лігурія, провінція Савона.
Альбенга розташована на відстані близько 430 км на північний захід від Рима, 70 км на південний захід від Генуї, 35 км на південний захід від Савони.
Населення — 24 267 осіб (2014).

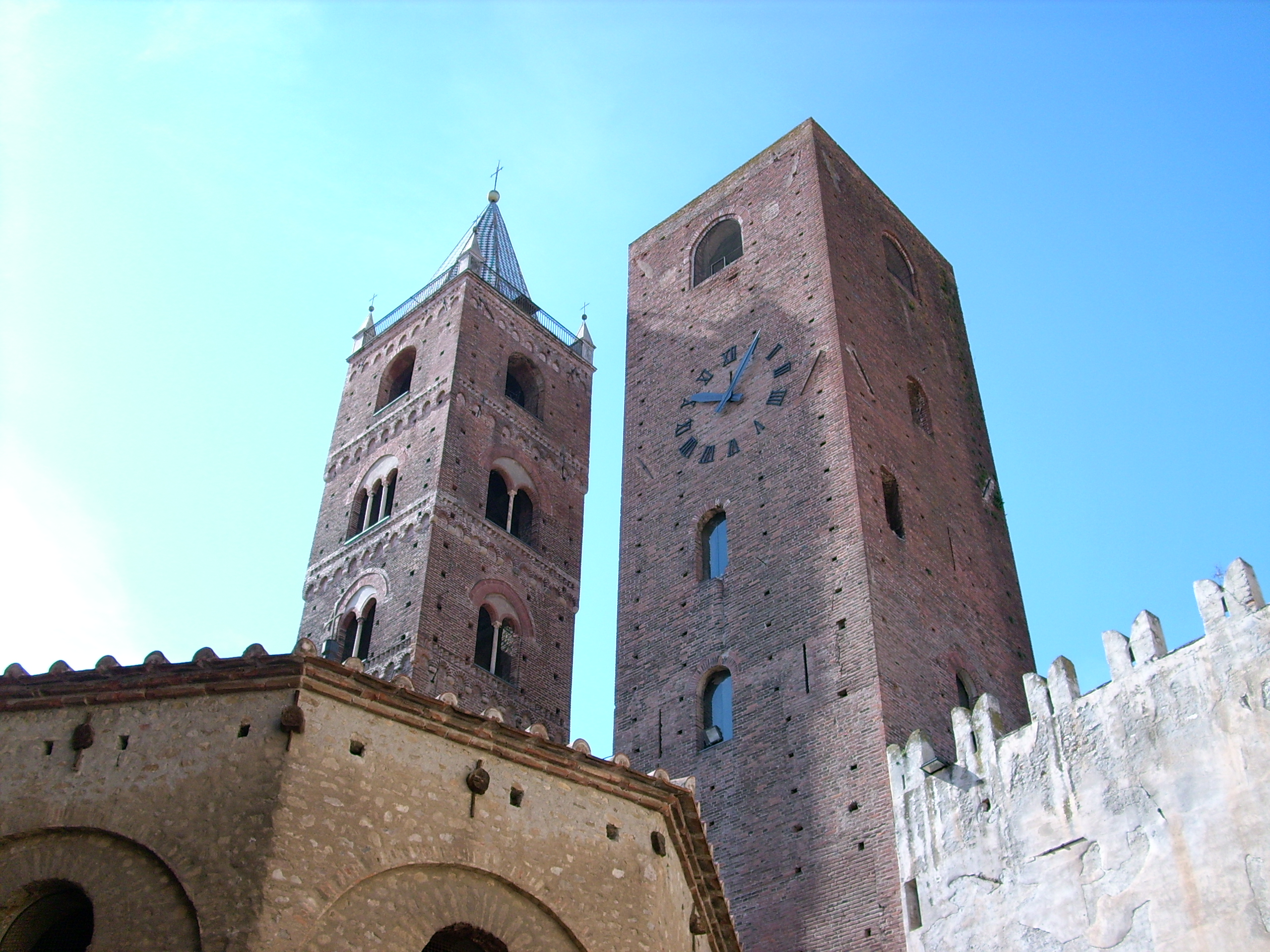

Щорічний фестиваль відбувається 29 вересня. Покровитель — святий Архангел Михаїл.

## Демографія
Населення за роками:

Станом на 1 січня 2023 року в муніципалітеті офіційно проживало 2716 іноземців з 72 країн, серед них 449 громадян країн Євросоюзу та 98 громадян України.

## Сусідні муніципалітети
- Алассіо
- Арнаско
- Черіале
- Чизано-суль-Нева
- Ортоверо
- Вілланова-д'Альбенга